# AN/SPY-1

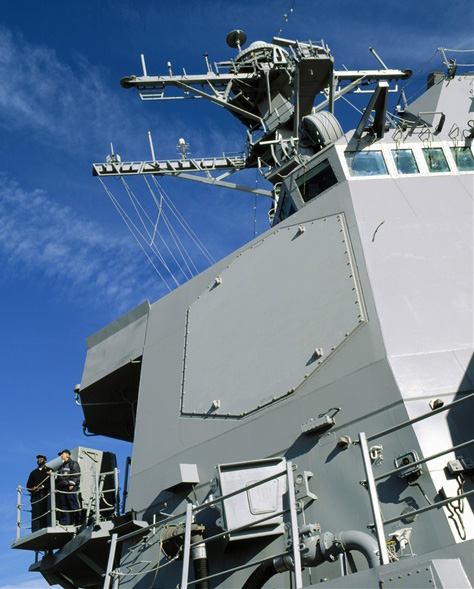
Eine der vier flachen AN/SPY-1 Antennen

Das AN/SPY-1 (JETDS-Bezeichnung) ist ein seegestütztes Multifunktionsradar des US-Konzerns Lockheed Martin. Es befindet sich seit seiner Einführung 1983 auf den Kreuzern der Ticonderoga-Klasse im Dienst unterschiedlicher Nationen.

## Beschreibung
Das Hauptmerkmal des SPY-1 Radars ist die Technik der passiven elektronischen Strahlenschwenkung (engl. passive phased array). Sie ermöglicht es dem Radar, innerhalb von Millisekunden zwischen Zielen hin- und herzuschalten, wobei keine mechanische Ausrichtung nötig ist (es sind also keine beweglichen Teile verbaut). Dadurch erhöht sich zum einen die Zuverlässigkeit, zum anderen ist das Radar auch einfacher zu warten. Mit dieser Technik ist es ebenfalls möglich, eine sehr viel größere Anzahl von Zielen ununterbrochen zu verfolgen. Dies ist mit konventionellen (sich drehenden) Radaren nicht möglich. Höhere Störfestigkeit und größere Reichweite sind weitere Vorteile gegenüber einem konventionellen Radar. Speziell im Kontext der angestrebten Stealth-Eigenschaften neuerer Schiffe (z. B. der Arleigh-Burke-Klasse) ist es ebenfalls von Vorteil, dass die Radarantennen flach sind und so nur über einen geringen Radarquerschnitt verfügen. Nachteilig ist jedoch, dass jedes Radarpanel nur einen Bereich von 120° überwachen kann. Eine 360°-Überwachung wurde bei dem SPY-1 realisiert, indem man in jeder der vier Himmelsrichtungen ein separates Radarpanel installiert hat.
Die genannten Fähigkeiten machen das SPY-1 zur Kernkomponente des Aegis-Kampfsystems, das die Ortung und Verfolgung von hunderten Zielen gleichzeitig fordert. Auch kann das SPY-1 nahezu jede Art von Radarziel erfassen und verfolgen (Schiffe, Flugzeuge, Marschflugkörper und ballistische Raketen). Ursprünglich war es für amerikanische Zerstörer und Kreuzer gedacht, aber es gibt inzwischen auch Versionen für kleinere Schiffe (z. B. Korvetten).

## Nachfolgesysteme
Hauptnachfolger des SPY-1 ist das Multifunktionsradar AN/SPY-6 mit aktiver elektronischer Strahlschwenkung. Es soll auf diversen Schiffsklassen der US Navy ab 2023 zum Einsatz kommen und auch bereits vorhandene AN/SPY-1-Installationen im Rahmen von Modernisierungen ersetzen.
Für große, in den 2000er bis 2010er Jahren entwickelte Schiffe wie die Tarnkappen-Zerstörer der Zumwalt-Klasse und die Flugzeugträger der Gerald-R.-Ford-Klasse wurde das Multifunktionsradar AN/SPY-3, ebenfalls mit aktiver elektronischer Strahlschwenkung, entwickelt.
Das AN/SPY-4 sollte das AN/SPY-3 als Zielsuchradar ergänzen, es wurde aber aus Budgetgründen allein auf USS Gerald R. Ford verbaut und seine Entwicklung zugunsten des AN/SPY-6 eingestellt.

## Varianten

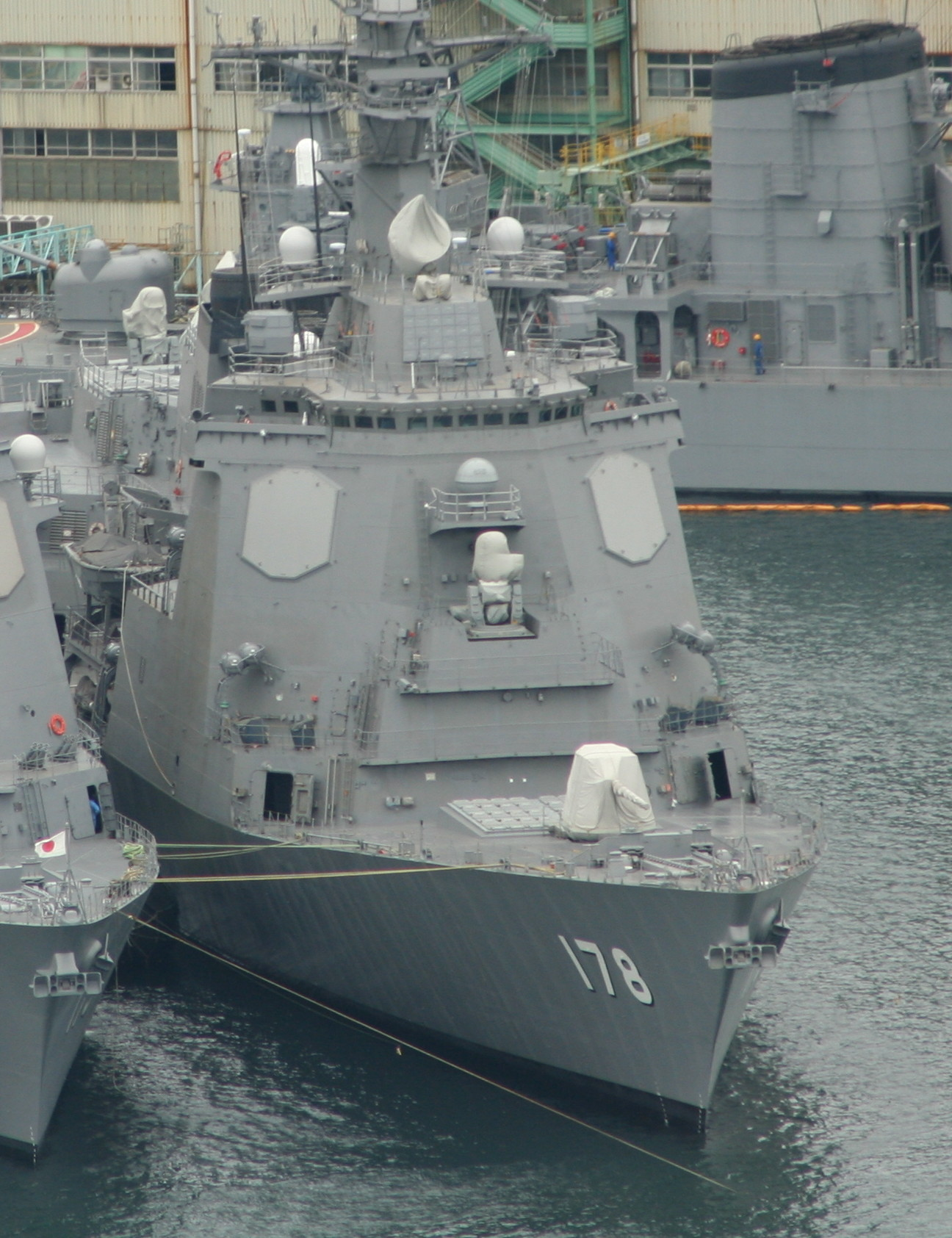
AN/SPY-1D(V) an Bord der JDS Ashigara

SPY-1: Entwicklung auf dem Versuchsschiff Norton Sound.
SPY-1A: Erste einsatzfähige Variante.
SPY-1B: Diese Variante wurde so modifiziert, dass der Radarstrahl bis zum Zenit gerichtet werden konnte. Dadurch konnten nun auch Ziele lückenlos verfolgt werden, welche direkt über das Schiff flogen. Durch neue Transmitter wurde die Nebenkeule stark reduziert und der Tastgrad konnte verdoppelt werden. Neue, leichtere Phasenschieber reduzierten Volumen und Gewicht des Systems. Daraus resultierte auch eine Reduzierung von Antennenuntergruppen, was zu einem engeren Radarstrahl führte. Des Weiteren wurden neue Computer eingebaut, welche die Rechenkapazitäten signifikant erhöht haben, wodurch unter anderem auch verbesserte ECCM-Verfahren eingesetzt werden konnten. Trotz energiesparender Maßnahmen benötigt das System so viel Energie, dass sich die Reichweite eines Ticonderoga-Kreuzers um ca. 3200 km verringert, wenn das Radar ununterbrochen mit Maximalleistung arbeitet.
SPY-1B(V): Weiterentwicklung des SPY-1B für Moving Target Indication.
SPY-1D: Da geplant war, die Schiffe der Arleigh-Burke-Klasse ebenfalls mit dem Aegis-Kampfsystem auszustatten, musste das SPY-1 System deutlich modifiziert werden. So wurden die vier Antennen alle in einem einzelnen Deckshaus montiert, was das Gewicht und das Volumen erheblich senkte und die Möglichkeit bot, alle Antennen mit einer einzelnen Stromquelle zu versorgen. Auch wurde die Leistungsfähigkeit (besonders die Reichweite) erheblich gesteigert.
SPY-1D(V): Dieses Upgrade des SPY-1D-Designs verbesserte die Leistung in litoralen Gewässern und erhöht die Sendeleistung um 25 %. Es ist auch für eine bessere Unterstützung der NT-SBT-Lenkwaffe ausgelegt.
SPY-1E: Die inoffizielle Bezeichnung SPY-1E wurde für eine AESA-Variante vergeben, wobei diese von Lockheed vorher als SPY-2 bezeichnet wurde und inzwischen als „S-Band Advanced Radar“ (SBAR) wird. Das System soll erheblich leistungsfähiger als die SPY-1D-Serie sein und diese ersetzen. Besonderes die Kapazitäten gegenüber Zielen mit kleinem Radarquerschnitt (RCS) und ballistischen Raketen sollen deutlich gesteigert werden. Das Programm ist eng mit der Entwicklung des „Dual Band Radar“ für die Zumwalt-Klasse verknüpft, wobei der erste Prototyp im Mai 2003 vorgestellt wurde.
SPY-1F: Diese Variante des SPY-1D wurde als „Frigate Array Radar System“ (FARS) speziell für den Einsatz auf kleineren Schiffen (z. B. Fregatten) vorgesehen. Es kommt auf der Fridtjof-Nansen-Klasse zur Anwendung, damit diese 5000-Tonnen-Schiffe auch ein Aegis-Kampfsystem tragen können. Die Gesamtgröße wurde reduziert, damit das System leicht genug für diese Schiffe war. Das Ziel ist hauptsächlich der Exportmarkt. Die Fähigkeit zur Bekämpfung von ballistischen Zielen wurde nicht integriert, da dies normalerweise nicht zum Einsatzspektrum von Fregatten oder ähnlich kleinen Schiffen gehört.
SPY-1F(V): Durch umfangreiche Verbesserungen des SPY-1F-Designs wurden die Aufgabenbereiche auf Küstenkampf (litorale Kriegführung) und die Bekämpfung von Seezielflugkörpern erweitert.
SPY-1K: Um den Einsatz auf noch kleineren Schiffen (z. B. Korvetten) zu ermöglichen, wurde das System abermals verkleinert. Es wurde in den 2000er Jahren für eine Designstudie vorgeschlagen und nicht verwirklicht.

## Plattformen
SPY-1A/1B/1B(V): Ticonderoga-Klasse
SPY-1D: Arleigh Burke-Klasse (nur bis DDG-90), Álvaro de Bazán-Klasse (nur F101–F104), Kongō-Klasse
SPY-1D(V): Arleigh Burke-Klasse (ab DDG-91), Atago-Klasse, Sejongdaewang-Klasse, Hobart-Klasse, Álvaro de Bazán-Klasse (nur F105), Maya-Klasse
SPY-1F: Fridtjof Nansen-Klasse

## Technische Daten
|                                    | SPY-1A                    | SPY-1B                             | SPY-1D                             | SPY-1F                             | SPY-1K                             |
| ---------------------------------- | ------------------------- | ---------------------------------- | ---------------------------------- | ---------------------------------- | ---------------------------------- |
| Antennendurchmesser                | 3,7 m                     | 3,7 m                              | 3,7 m                              | 2,4 m                              | 1,7 m                              |
| Gewicht                            | 5440 kg                   | 3580 kg                            | 1910 kg                            |                                    |                                    |
| Anzahl der Transmitter pro Antenne | 4350                      | 4350                               | 4350                               | 1856                               | 912                                |
| Frequenzbereich                    | S-Band (3,1–3,5 GHz)      | S-Band (3,1–3,5 GHz)               | S-Band (3,1–3,5 GHz)               | S-Band (3,1–3,5 GHz)               | S-Band (3,1–3,5 GHz)               |
| Impulsleistung                     | 4–6 MW                    | 4–6 MW                             | 4–6 MW                             | 4–6 MW                             | 4–6 MW                             |
| Dauerleistung                      | 58 kW                     | 58 kW                              | 58 kW                              | 58 kW                              | 58 kW                              |
| Öffnungswinkel                     | 1,7°                      | <1,7°                              | <1,7°                              | <1,7°                              | <1,7°                              |
| Antennengewinn                     | 42 dB                     | 42 dB                              | 42 dB                              | 42 dB                              | 42 dB                              |
| Sendezeit                          | 6,4 / 12,7 / 25,4 / 51 µs | 6,4 / 12,7 / 25,4 / 51 µs          | 6,4 / 12,7 / 25,4 / 51 µs          | 6,4 / 12,7 / 25,4 / 51 µs          | 6,4 / 12,7 / 25,4 / 51 µs          |
| Suchsektor                         | Horizontal: 0–360°        | Horizontal: 0–360° Vertikal: 0–90° | Horizontal: 0–360° Vertikal: 0–90° | Horizontal: 0–360° Vertikal: 0–90° | Horizontal: 0–360° Vertikal: 0–90° |
| Simultan verfolgbare Ziele         | >200                      | >200                               | >200                               | >200                               | >200                               |
| Reichweite (RCS = 1 m²)            |                           |                                    | ca. 585 km                         |                                    |                                    |